# Wakabayashilite
La wakabayashilite, est une espèce minérale, sulfure d'arsenic et d'antimoine, de formule [(As,Sb)6S9][As4S5].

## Historique de la description et appellations

### Inventeur et étymologie
Décrite par Kato et al. en 1970.  La wakabayashilite tire son nom du minéralogiste japonais Yaichiro Wakabayashi (1874-1943). La découverte du minéral remonte avant 1930 dans une mine du Nevada aux États-Unis mais il a été confondu avec l'orpiment. Son inventeur est le minéralogiste japonais Kato qui, en la trouvant à de multiples endroits, notamment associée à la calcite, a fait une analyse approfondie en 1968 et a permis d'établir que la wakabayashilite était bien une nouvelle espèce minérale.

### Topotype
Mine de Nishinomaki, préfecture de Gunma, région de Kanto, île de Honshū, Japon

## Gîtes et gisements

### Gîtologie et minéraux associés
La wakabayashilite se forme au niveau de filons hydrothermaux et des gisements d'or-arsenic situés dans des zones de basses températures.
La wakabayashilite est souvent associée aux minéraux suivants :
- Calcite
- Orpiment
- Réalgar

### Gisements producteurs de spécimens remarquables
- Hautes Alpes, France
- Nevada, États-Unis
- Préfecture d'Hechi, Chine
- Mine de Gunma, Japon